# Comuna Nușeni, Bistrița-Năsăud
Nușeni (în maghiară: Apanagyfalu, în germană: Grossendorf) este o comună în județul Bistrița-Năsăud, Transilvania, România, formată din satele Beudiu, Dumbrava, Feleac, Malin, Nușeni (reședința), Rusu de Sus și Vița.

## Demografie
Componența etnică a comunei Nușeni
     Români (77,68%)
     Maghiari (17,59%)
     Alte etnii (0,78%)
     Necunoscută (3,94%)
Componența confesională a comunei Nușeni
     Ortodocși (70,4%)
     Reformați (11,8%)
     Romano-catolici (8,78%)
     Adventiști (2,13%)
     Penticostali (1,17%)
     Alte religii (1,49%)
     Necunoscută (4,23%)
Conform recensământului efectuat în 2021, populația comunei Nușeni se ridică la 2.814 locuitori, în scădere față de recensământul anterior din 2011, când fuseseră înregistrați 3.037 de locuitori. Majoritatea locuitorilor sunt români (77,68%), cu o minoritate de maghiari (17,59%), iar pentru 3,94% nu se cunoaște apartenența etnică. Din punct de vedere confesional, majoritatea locuitorilor sunt ortodocși (70,4%), cu minorități de reformați (11,8%), romano-catolici (8,78%), adventiști (2,13%) și penticostali (1,17%), iar pentru 4,23% nu se cunoaște apartenența confesională.

## Politică și administrație
Comuna Nușeni este administrată de un primar și un consiliu local compus din 11 consilieri. Primarul, Ioan Mureșan[*], de la Coaliția Națională pentru România, este în funcție din 2000. Începând cu alegerile locale din 2024, consiliul local are următoarea componență pe partide politice:
|  | Partid                                 | Consilieri | Componența Consiliului | Componența Consiliului | Componența Consiliului | Componența Consiliului | Componența Consiliului | Componența Consiliului | Componența Consiliului |
|  | -------------------------------------- | ---------- | ---------------------- | ---------------------- | ---------------------- | ---------------------- | ---------------------- | ---------------------- | ---------------------- |
|  | Coaliția Națională pentru România      | 7          |                        |                        |                        |                        |                        |                        |                        |
|  | Uniunea Democrată Maghiară din România | 2          |                        |                        |                        |                        |                        |                        |                        |
|  | Alianța Dreapta Unită                  | 2          |                        |                        |                        |                        |                        |                        |                        |

## Atracții turistice
- Biserica reformată din satul Malin, construcție secolul al XVII-lea
- Biserica reformată (cu clopotniță de lemn) din satul Nușeni, construcție secolul al XVIII-lea
- Biserica romano-catolică din Nușeni
- Biserica reformată (cu clopotniță de lemn) din satul Vița, construcție secolul al XVII-lea
- Biserica romano-catolică din Vița, construcție 1885
- Biserica ortodoxă din Vița, construcție 1913
- Sit-uri arheologice în satele:

- Beudiu - așezări din prima epocă epoca fierului (Hallstatt) și din a doua epocă a fierului (Latène)
- Rusu de Sus - așezare din prima epocă a fierului (Hallstatt)
- Feleac - așezare fortificată din epoca fierului (Hallstatt și Latène)

## Personalități născute aici
- Márton Andrási (1912 - 1975), actor maghiar.

## Vezi și
- Ansamblul bisericii reformate din Nușeni
- Biserica reformată din Malin
- Biserica reformată din Vița

## Imagini

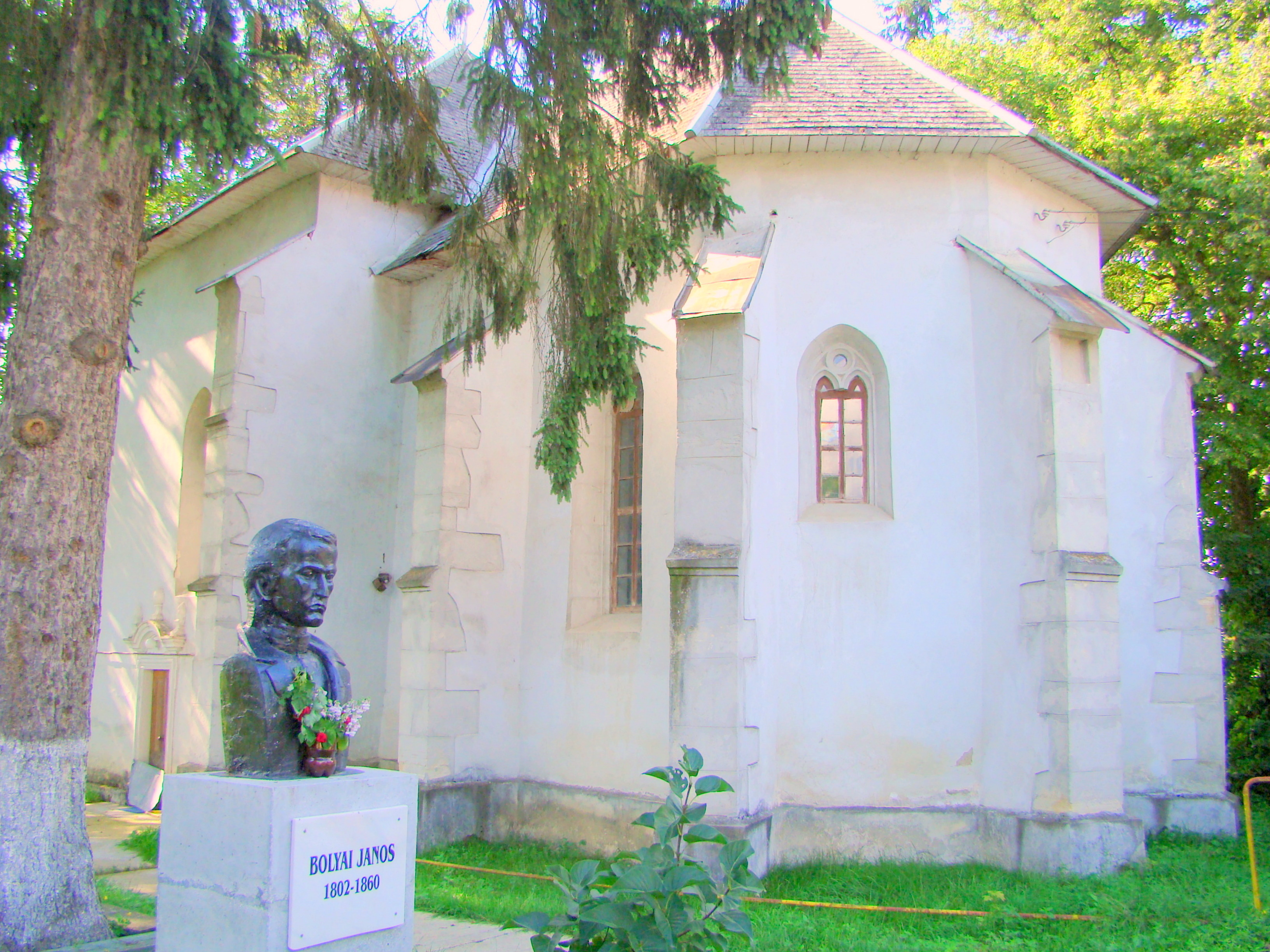
Biserica reformată din Nușeni (monument istoric)
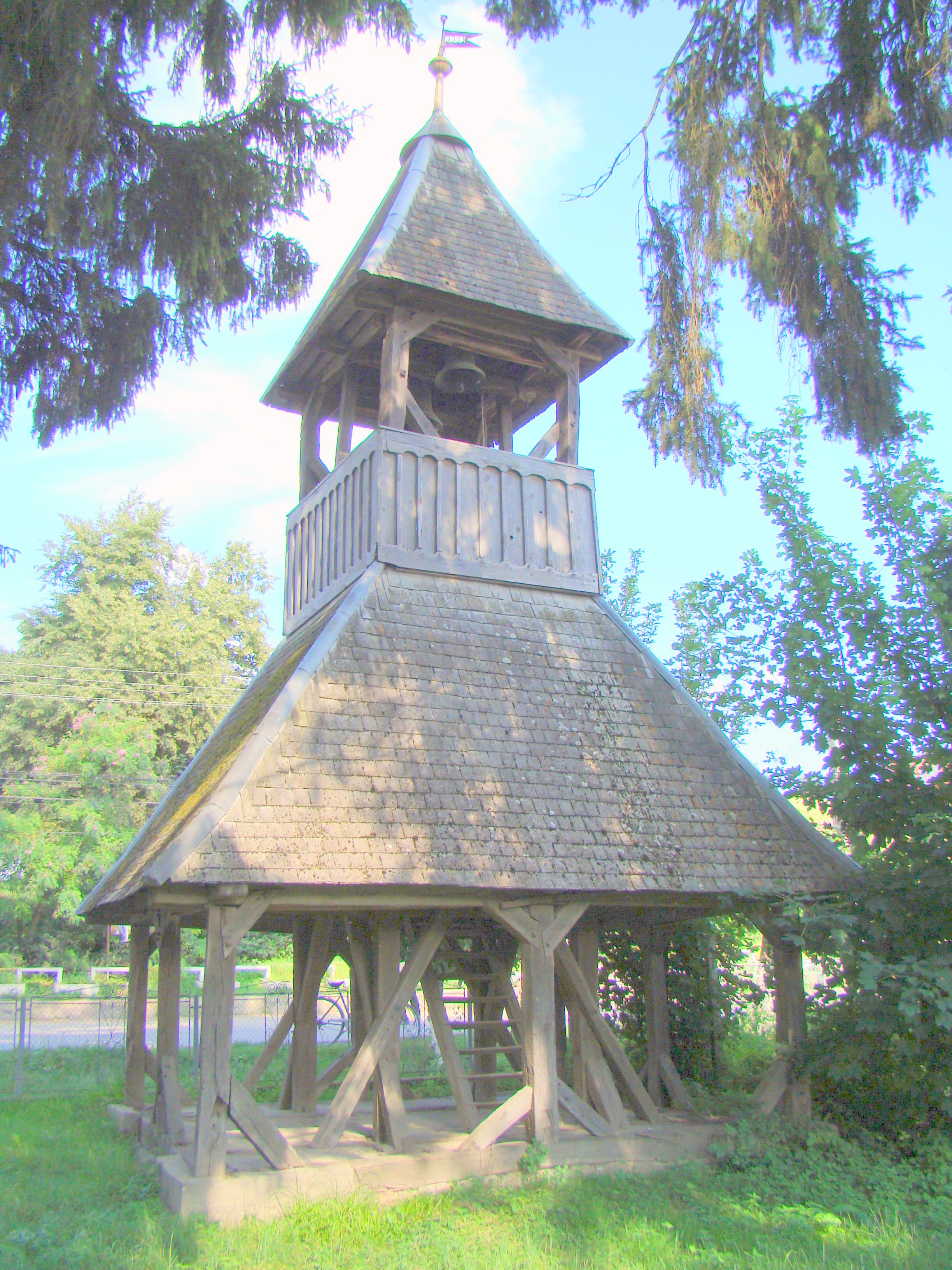
Clopotniţa bisericii reformate din Nușeni (monument istoric)
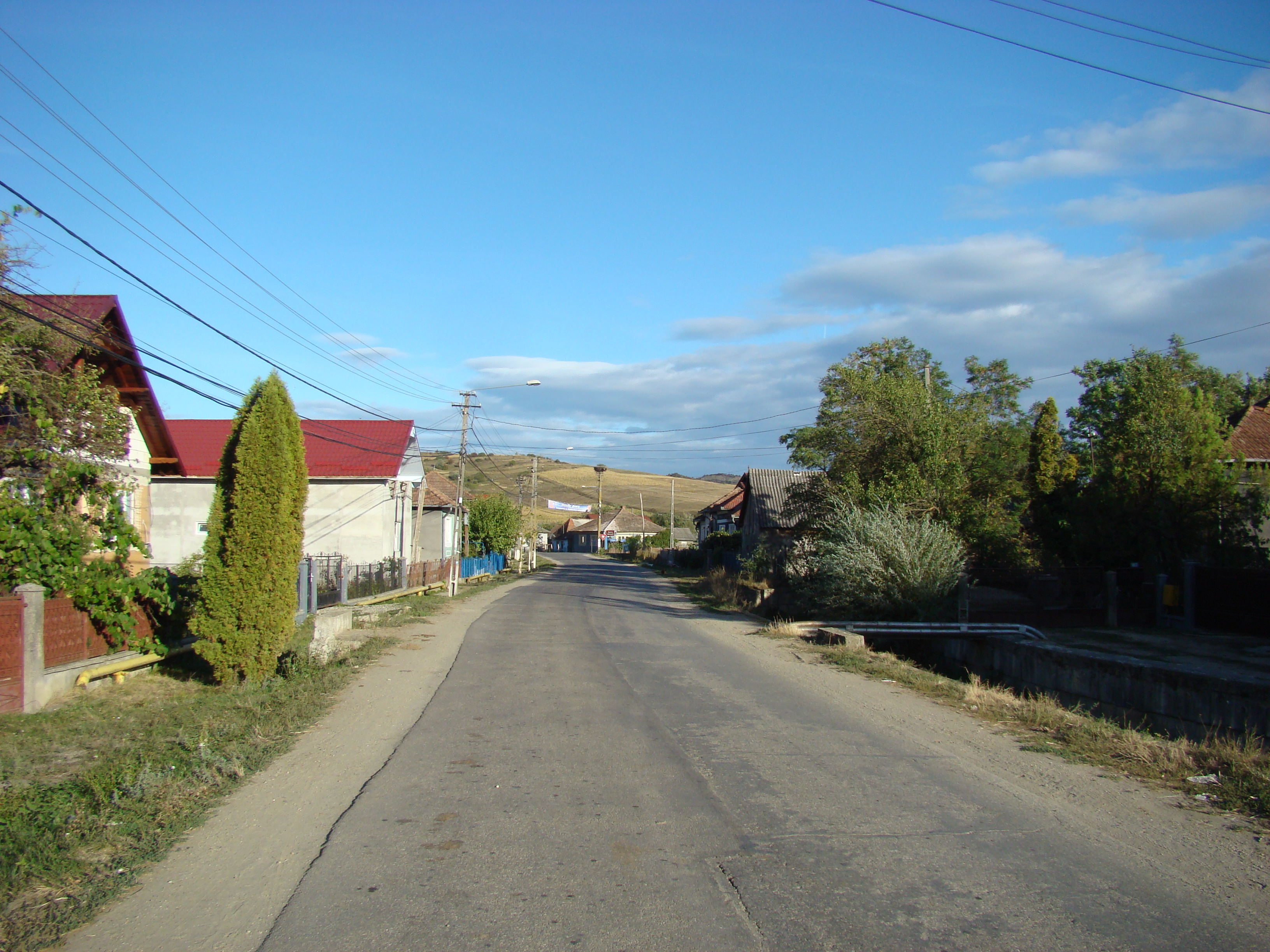
Satul Beudiu
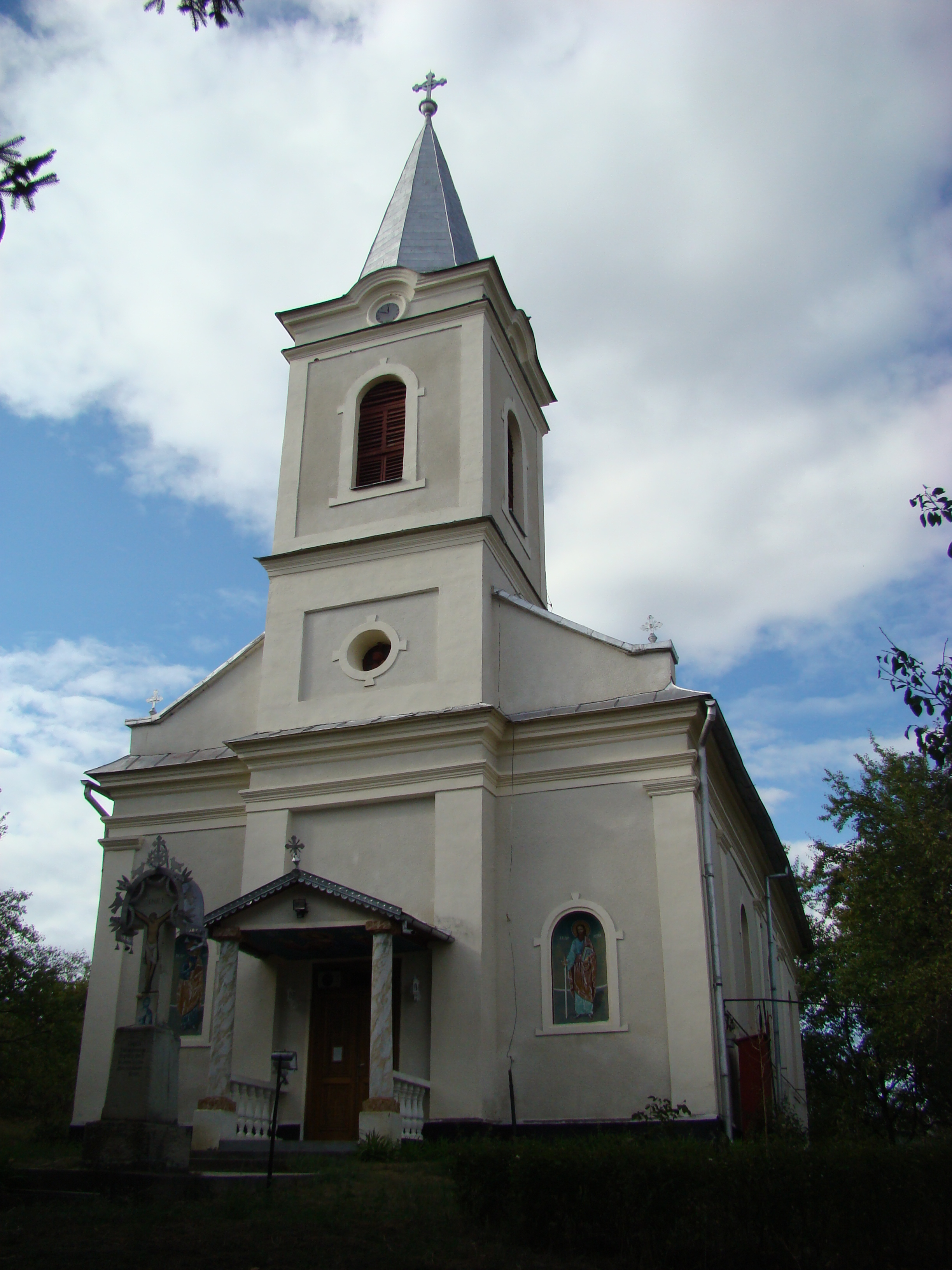
Biserica „Sfinții Apostoli Petru şi Pavel” din satul Rusu de Sus
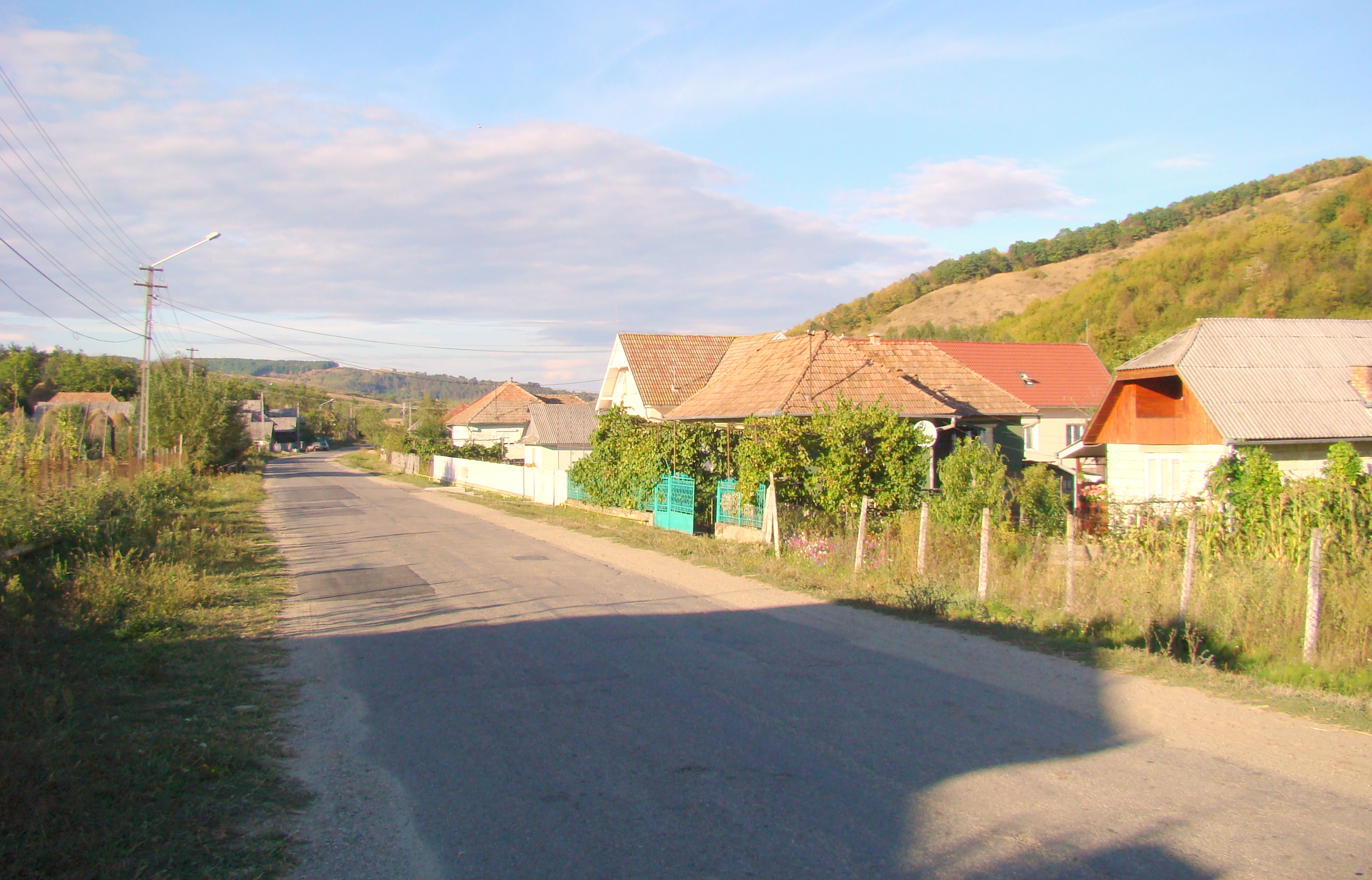
Satul Vița
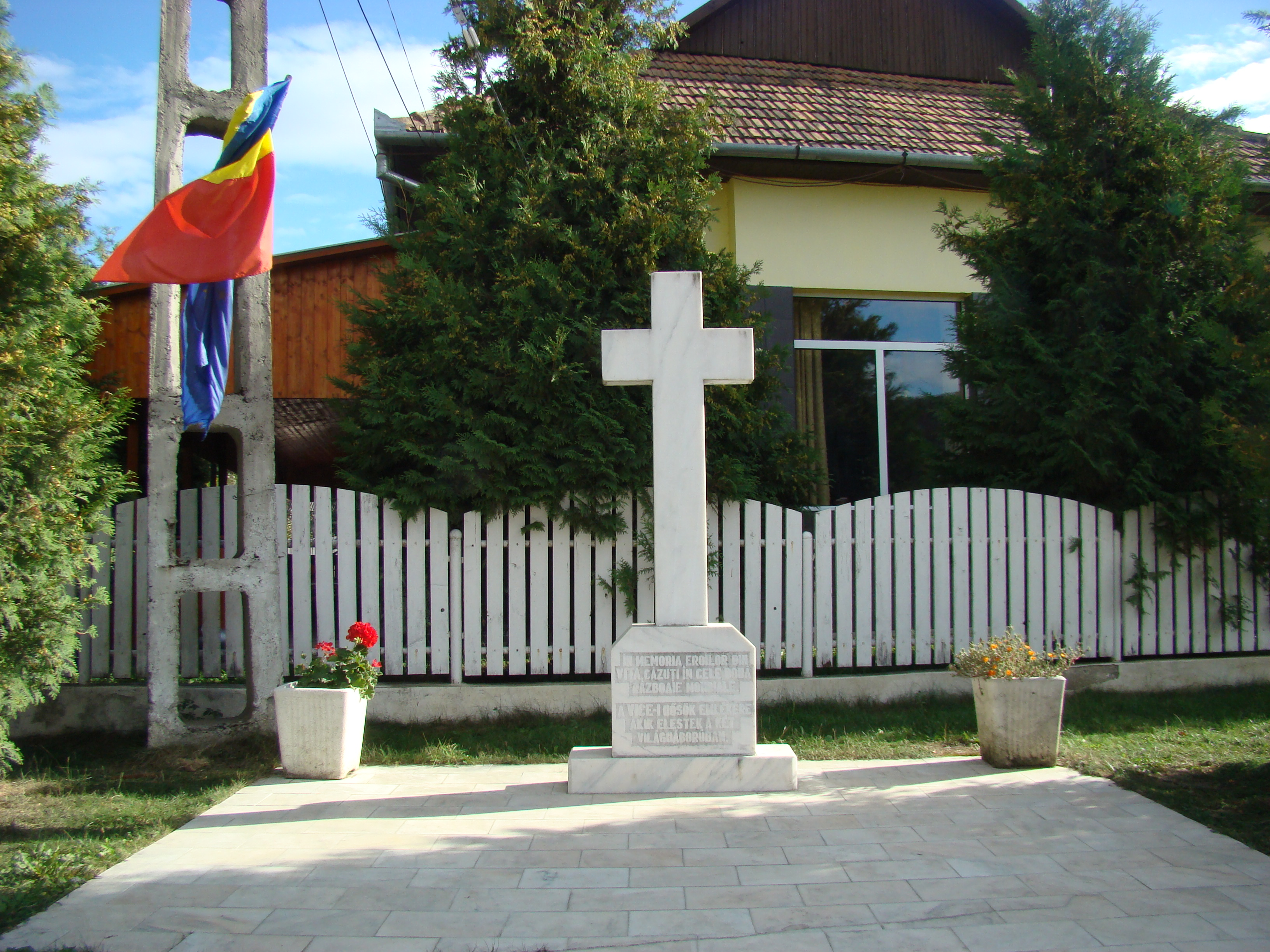
Monumentul eroilor din satul Vița
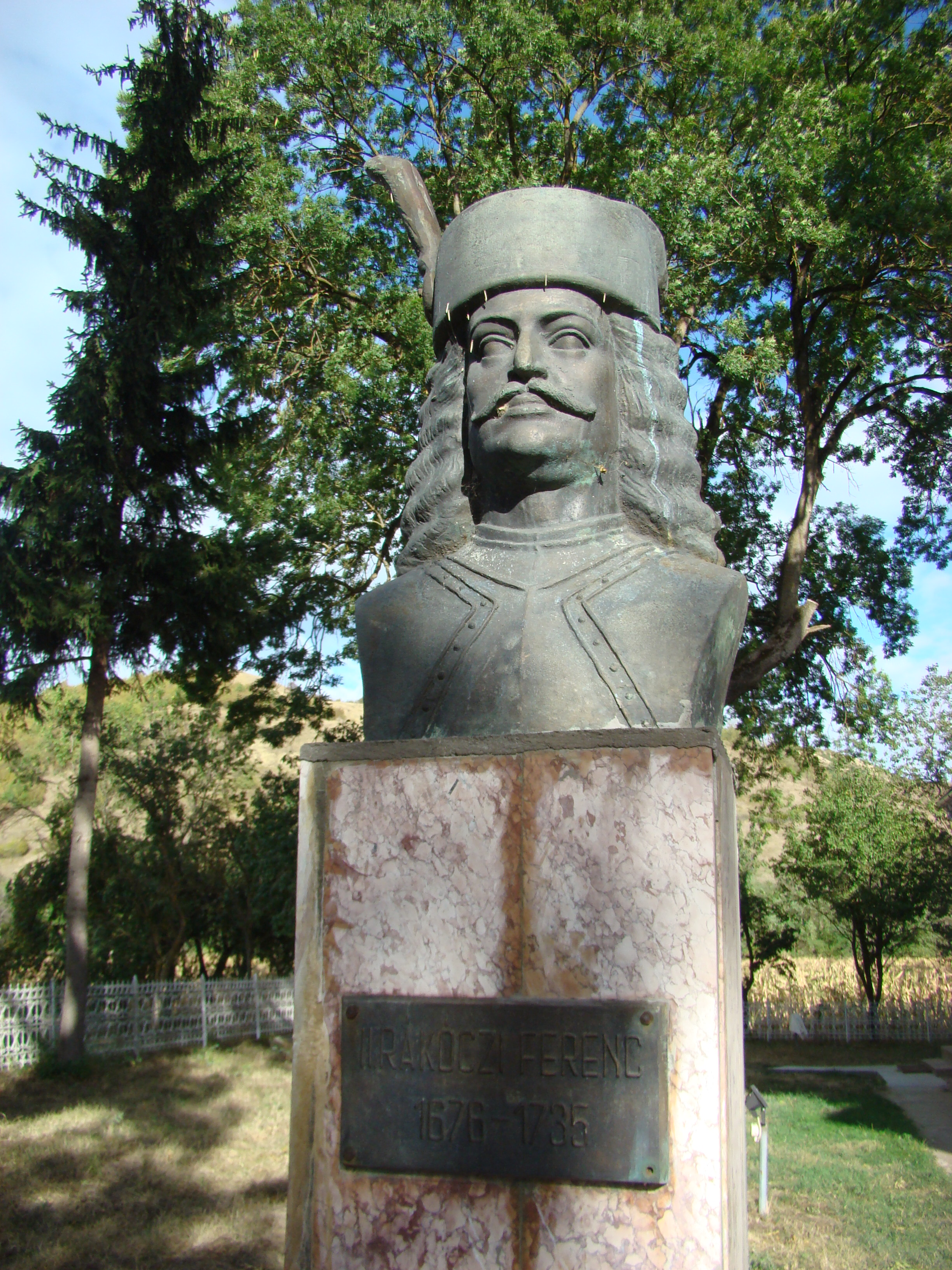
Bustul lui Francisc Rákóczi al II-lea
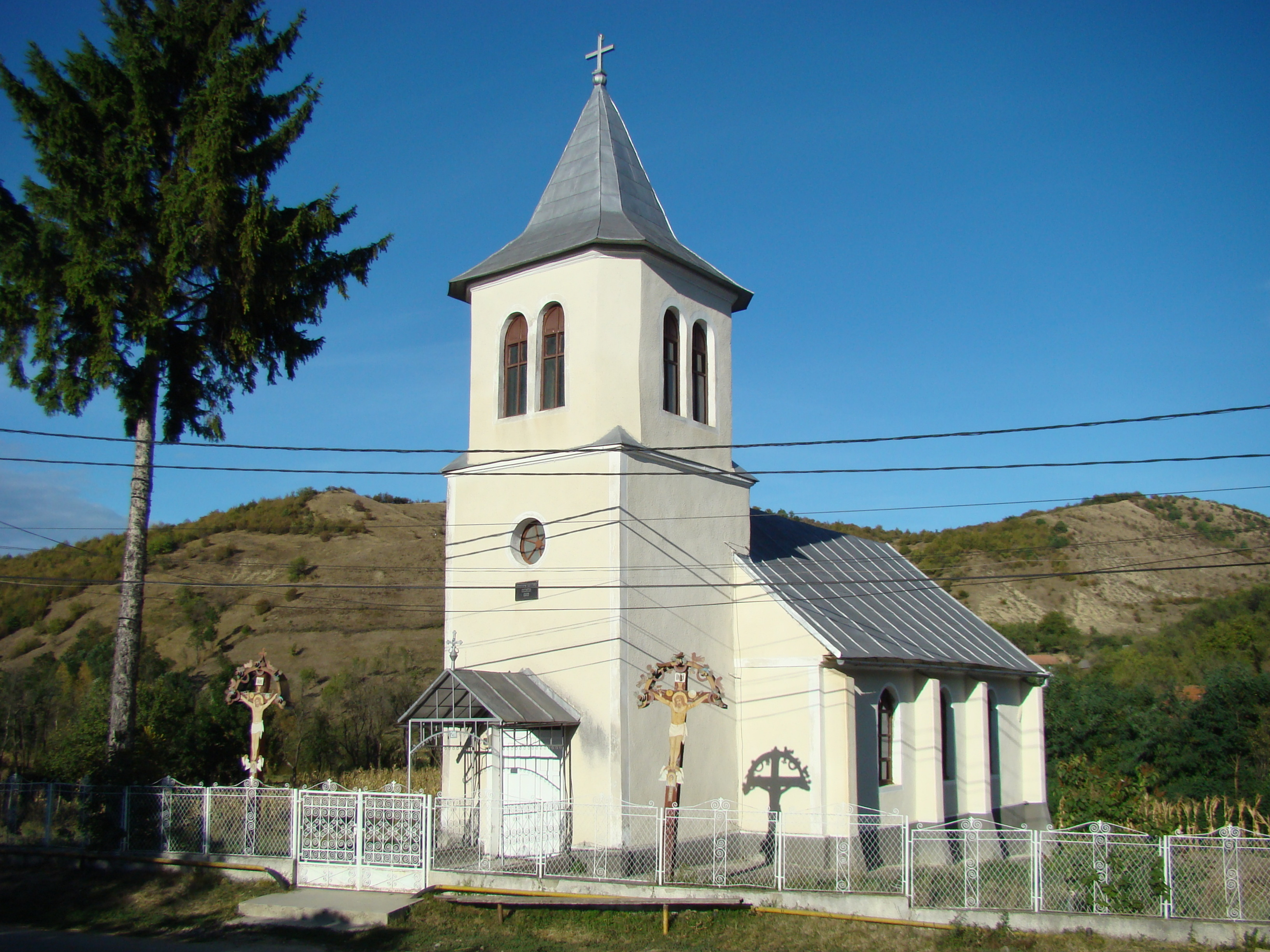
Biserica ortodoxă
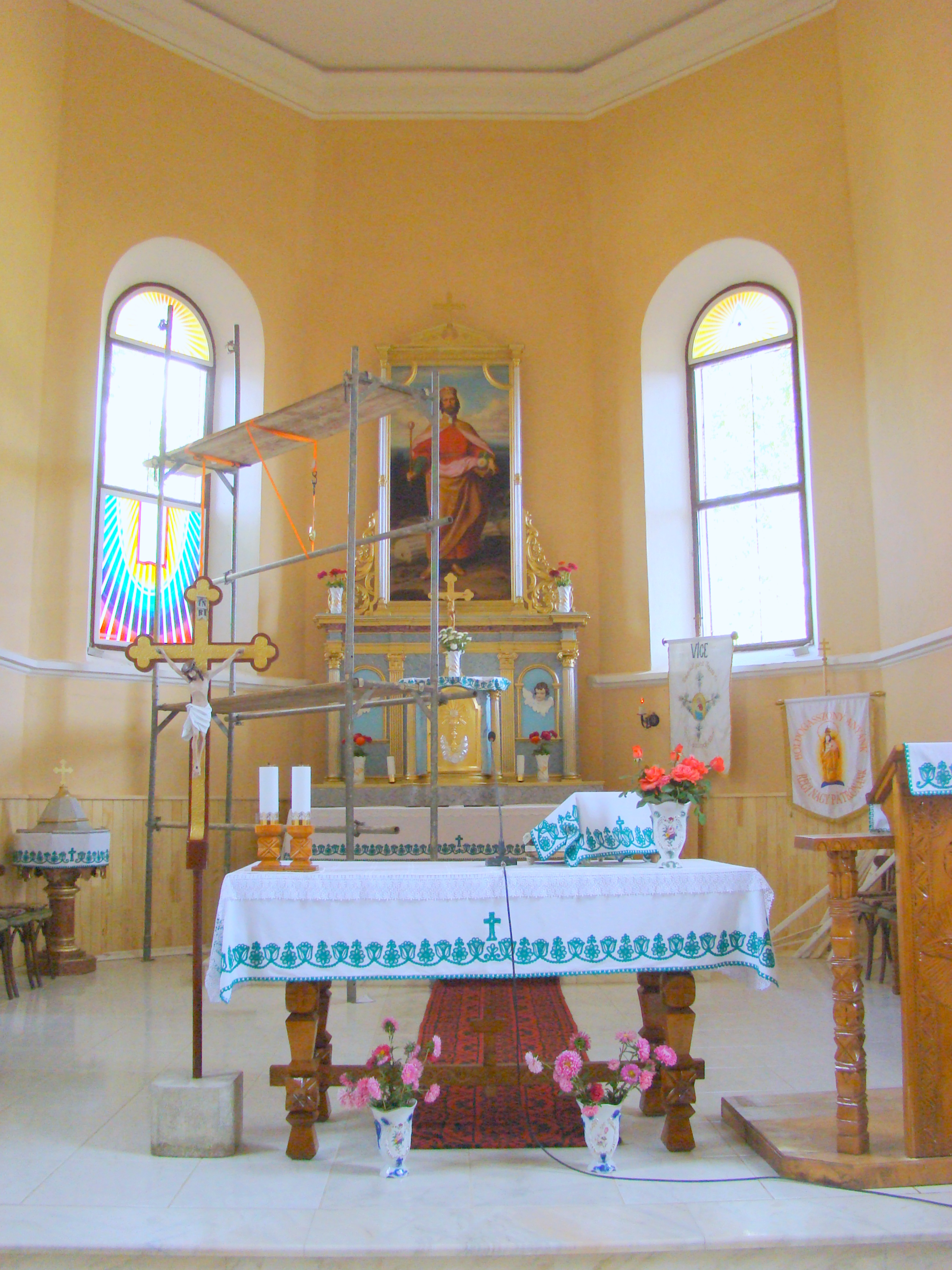
Biserica romano-catolică (interior)
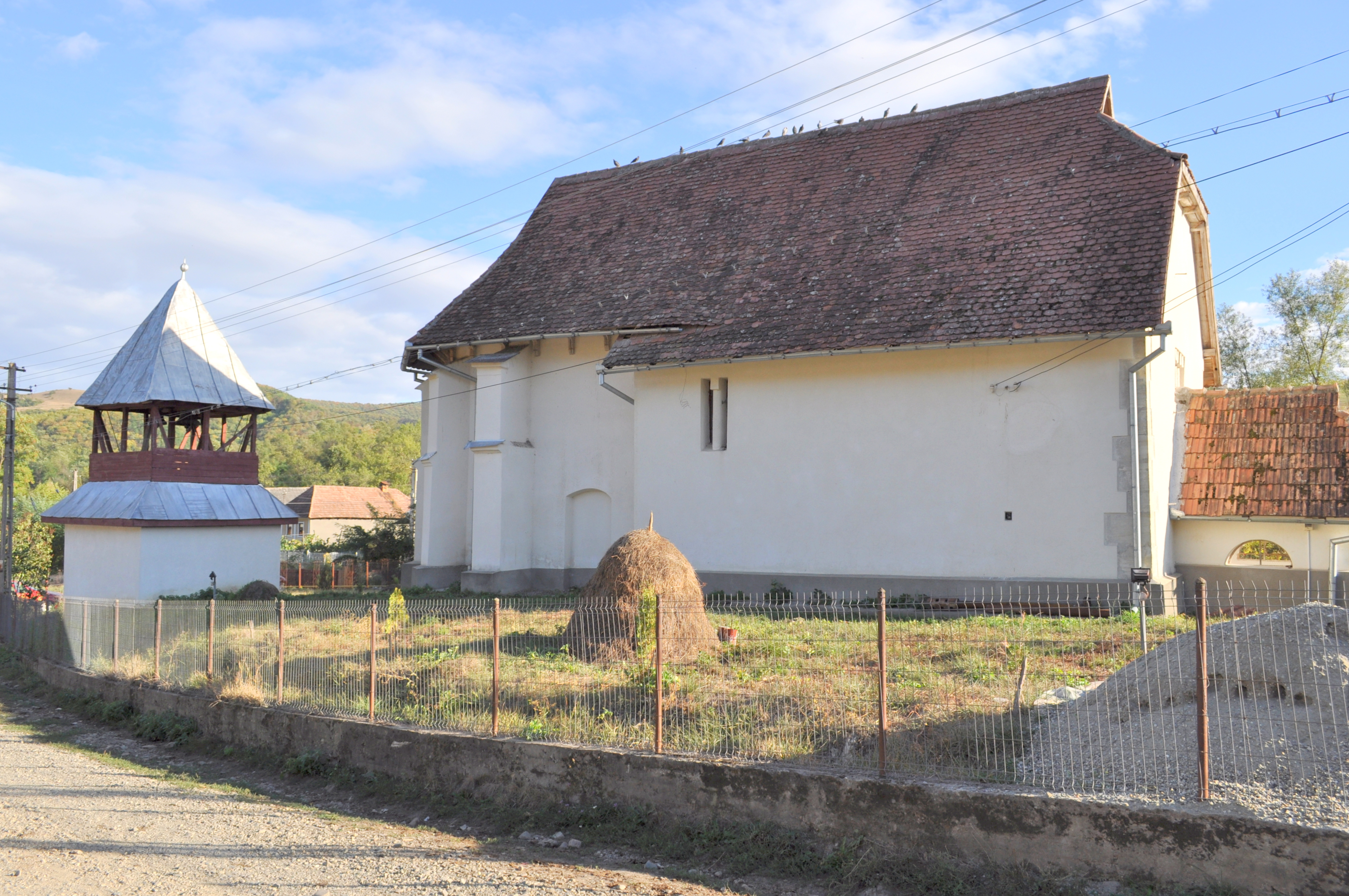
Biserica reformată (monument istoric)
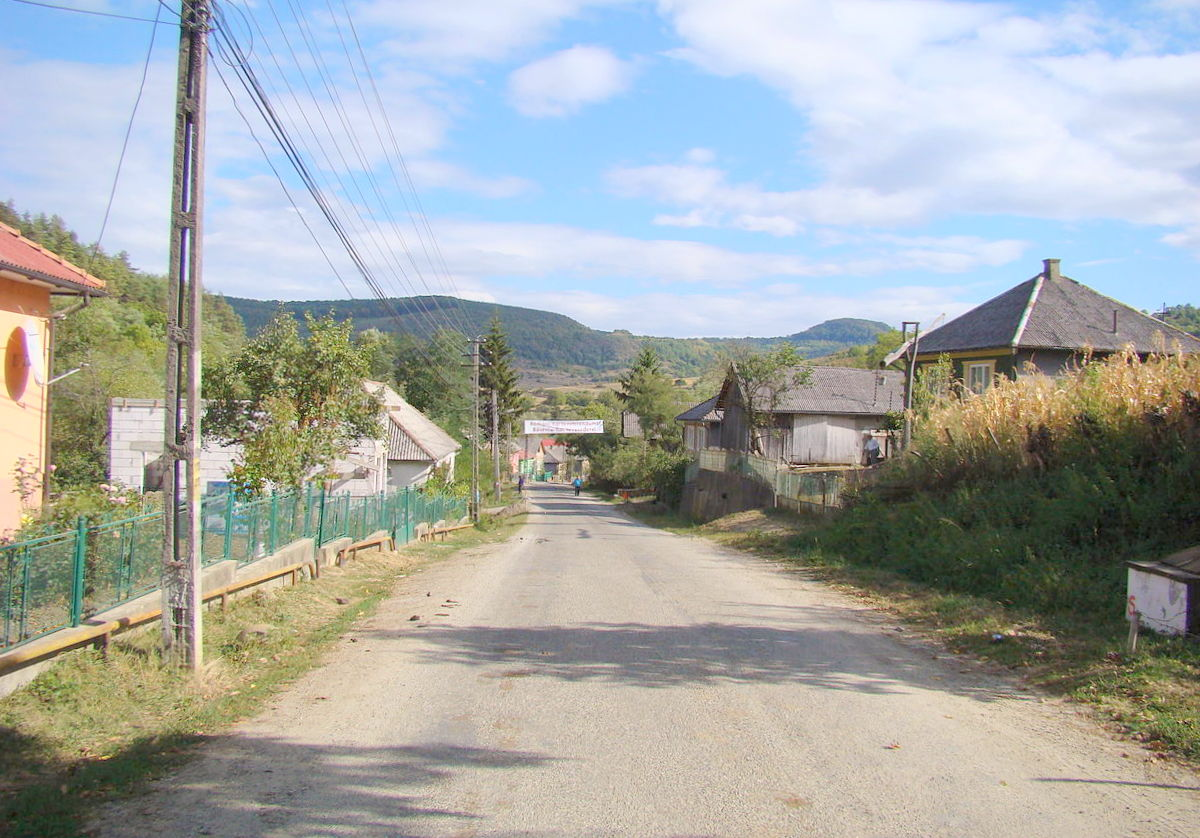
Satul Malin
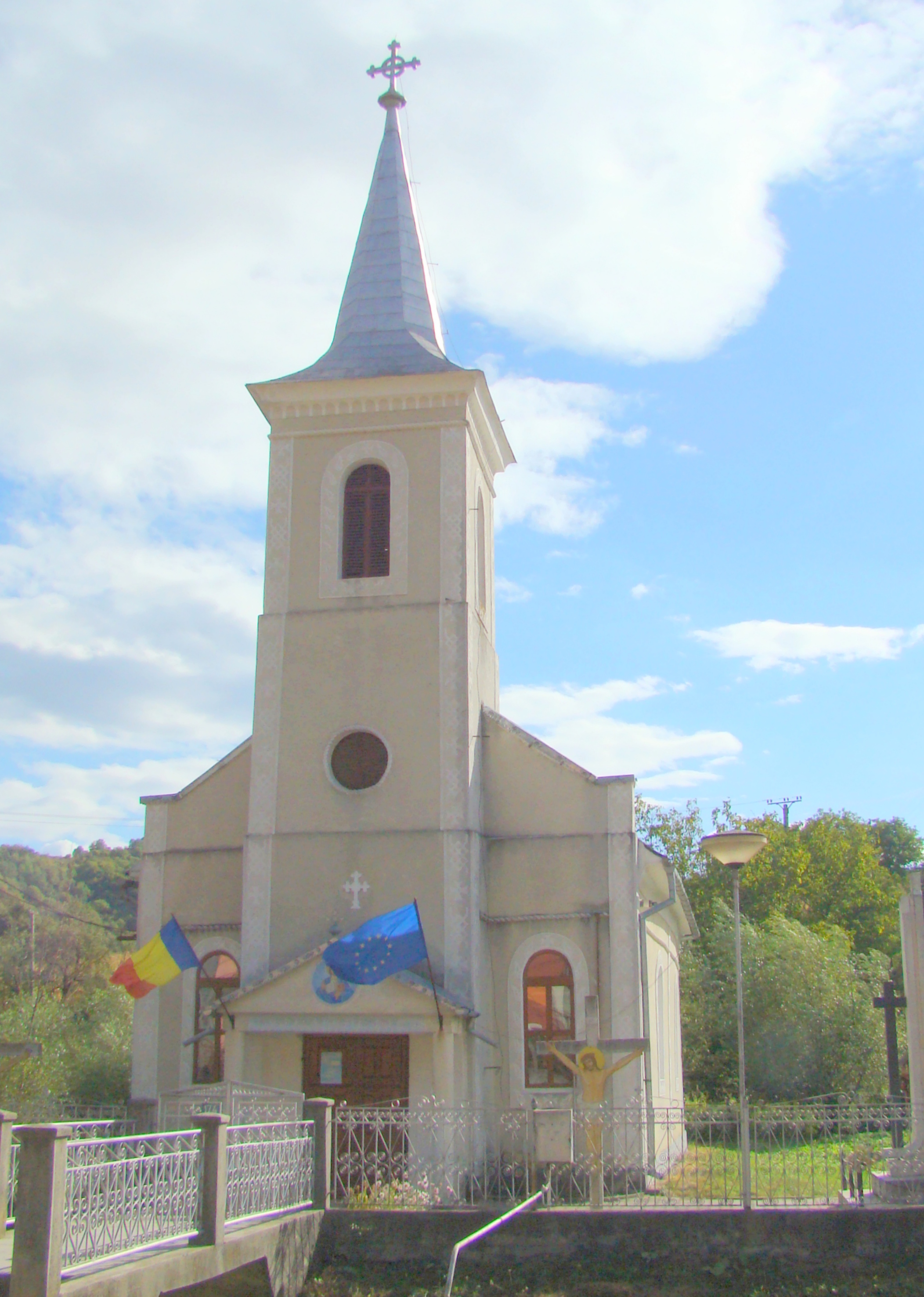
Biserica ortodoxă
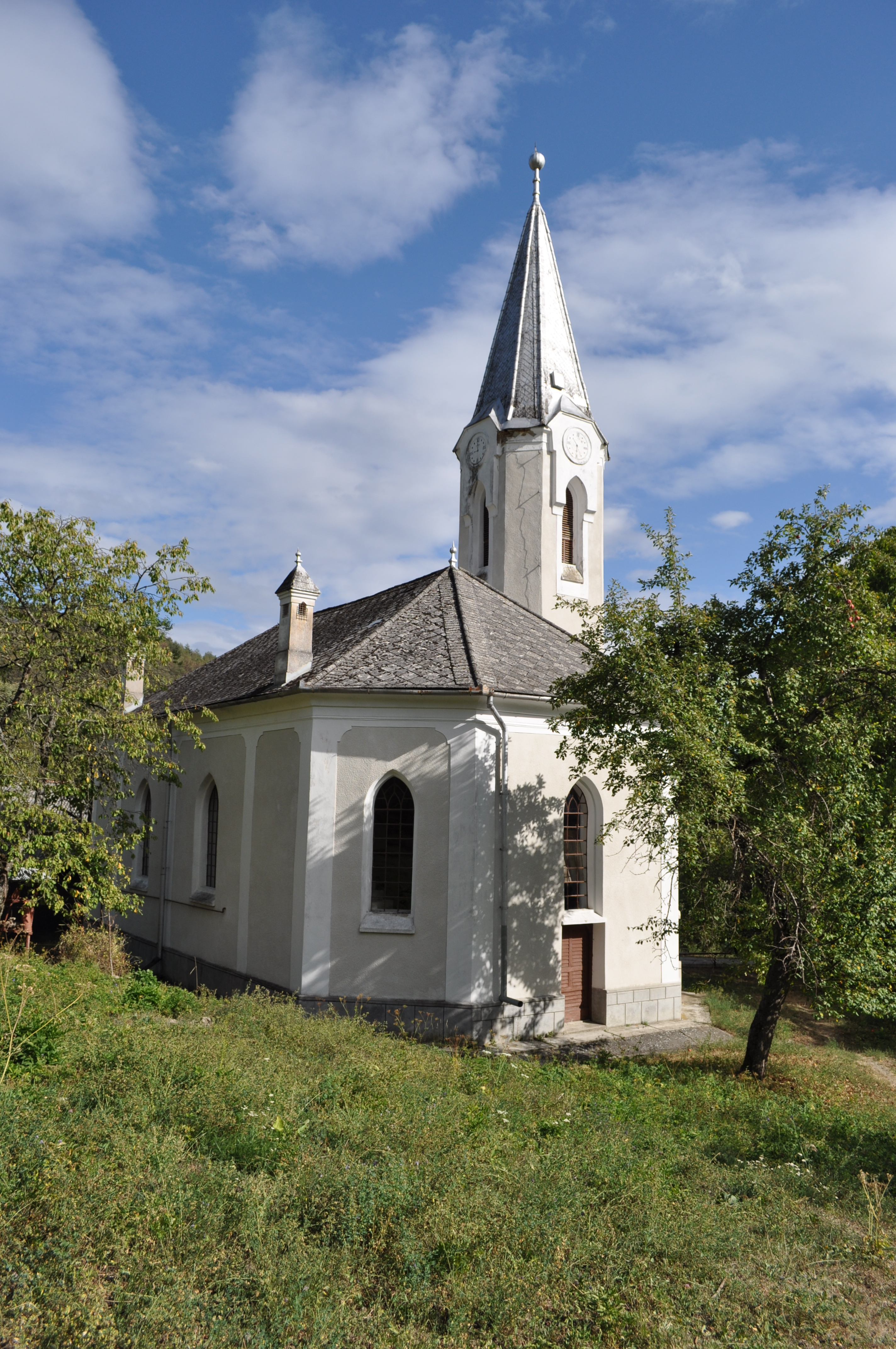
Biserica reformată din Malin (monument istoric)
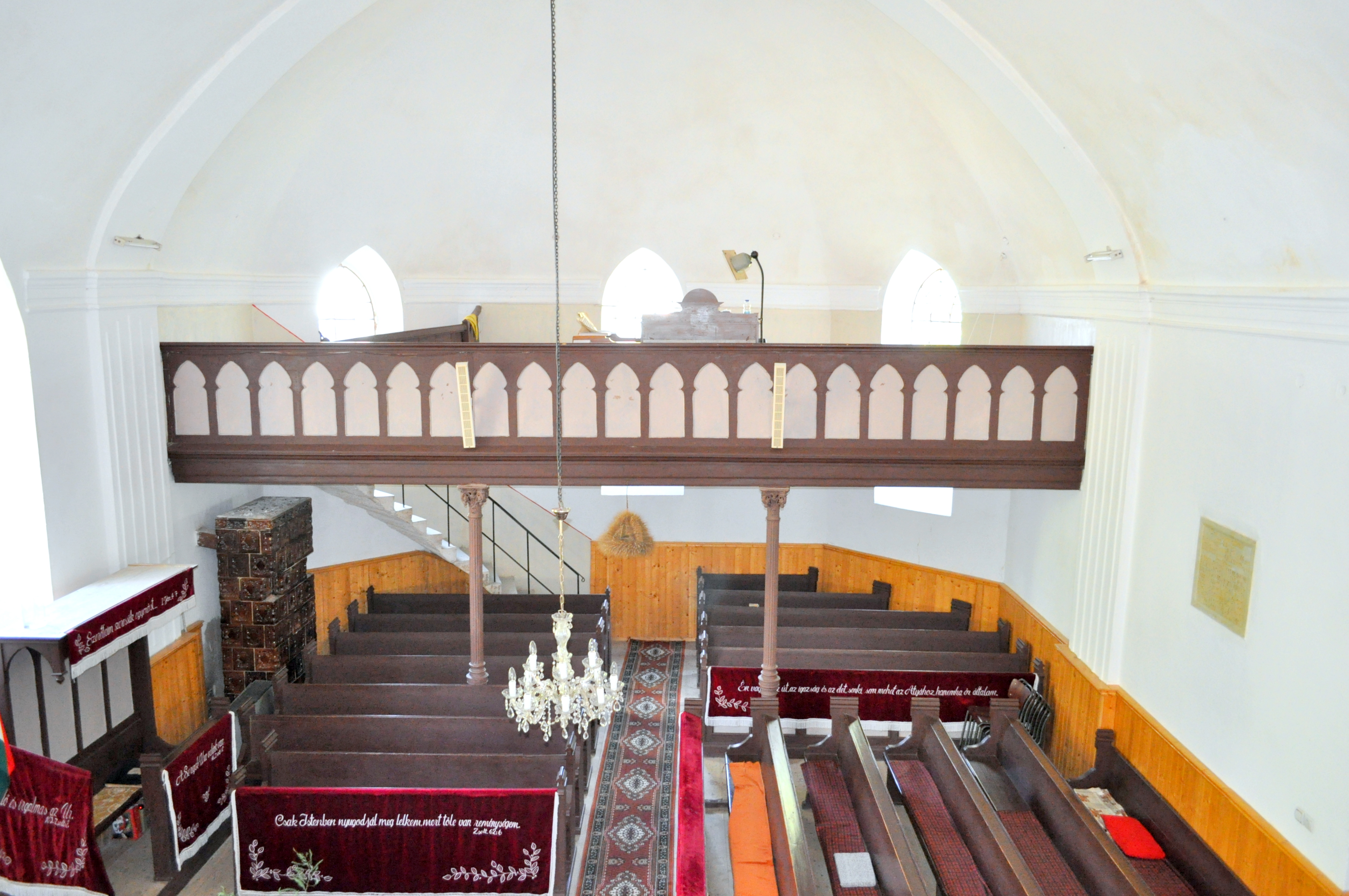
Biserica reformată din Malin (interiorul)